# Kansas Relays
Les Kansas Relays sont une compétition d'athlétisme annuelle ayant lieu au Memorial Stadium de Lawrence au Kansas. L'Université du Kansas fait office d'hôte pour cet événement créé en 1923 qui se déroule traditionnellement en avril. La réunion est ouverte aux lycées, aux universités et aux coureurs professionnels de renommée internationale.